# Waiting for the Worms
Pistes de The Wall
Run Like Hell Stop
Waiting for the Worms est une chanson du groupe britannique de rock progressif Pink Floyd qui apparaît sur leur album The Wall, paru en 1979.

## Histoire
À ce moment de l'album, le héros Pink a perdu tout espoir, et laisse les « vers » (worms) contrôler ses pensées. Dans son hallucination, il est un dictateur fasciste qui répand la haine, avec la promesse que ceux qui le suivent reverront « l'Angleterre souveraine »  (Britannia rule again) et renverront leurs « cousins de couleur » dans leur pays d'origine (send our coloured cousins home again).
Ce morceau comporte des références au régime nazi et à l'Holocauste : 
- les vêtements noirs font référence à ceux des SS, paramilitaires politique connu sous le nom des chemises noires ;
- la destruction des fenêtres fait référence à la Nuit de Cristal, le pogrom antijuif du 9 au 10 novembre 1938 durant lequel les Juifs ont été attaqués, leurs maisons et magasins détruits, laissant les rues pleines de verre brisé ;
- la « solution finale » fait référence au plan nazi d'extermination de tous les Juifs d'Europe — la « solution finale à la question juive » ;
- les « douches » et les « fours » font référence aux chambres à gaz (dissimulées en douches de désinfection) et aux fours crématoires nazis des camps d'extermination ;
- les « folles, nègres, rouges et juifs » sont des victimes des camps de la mort : homosexuels, minorités ethniques (comme les Roms), communistes, et, bien sûr, les juifs.

## Artistes
- David Gilmour - guitares, basse, synthétiseur, chant
- Nick Mason - Batterie
- Roger Waters - chant, synthétiseur, voix dans le megaphone
- Richard Wright - orgue
- Bob Ezrin - piano, chant
- Joe Chemay - chant
- Stan Farber - chant
- Jim Haas - chant
- Bruce Johnston - chant
- John Joyce - chant
- Toni Tennille - chant